# Pterolophia albopunctulata
Pterolophia albopunctulata är en skalbaggsart som beskrevs av Stefan von Breuning 1969. Pterolophia albopunctulata ingår i släktet Pterolophia och familjen långhorningar. Inga underarter finns listade i Catalogue of Life.